# SOJA
SOJA, früher Soldiers of Jah Army, ist eine US-amerikanische Reggae-Band. Sie wurde 1997 in Arlington im Bundesstaat Virginia gegründet.

## Diskografie

### Alben
- Soldiers of Jah Army (2000)
- Peace in a Time of War (2002)
- Dub in a Time of War (2004)
- Get Wiser (2006)
- Born in Babylon (2009)
- Strength to Survive (2012)
- Amid the Noise and Haste (2014)
- Poetry In Motion (2017)
- Beauty in the Silence (2021)

### EPs
- Stars & Stripes (2008)
- Mentality EP (2012)

### Maxi-CDs
- Everything Changes (2011)

### Videoalben
- Get Wiser Live (2007)
- SOJA – Live in Hawaii (2009)

## Auszeichnungen
Am 30. Dezember 2014 gewann die Band bei „The Pier“ die Auszeichnung für den Künstler des Jahres und das Album des Jahres.
Am 8. Dezember 2014 wurde die Band für einen Grammy nominiert. Im Jahr 2022 erhielten sie für das Album „Beauty in the silence“ den Grammy füre das beste Reggae-Album.